# Delirious?

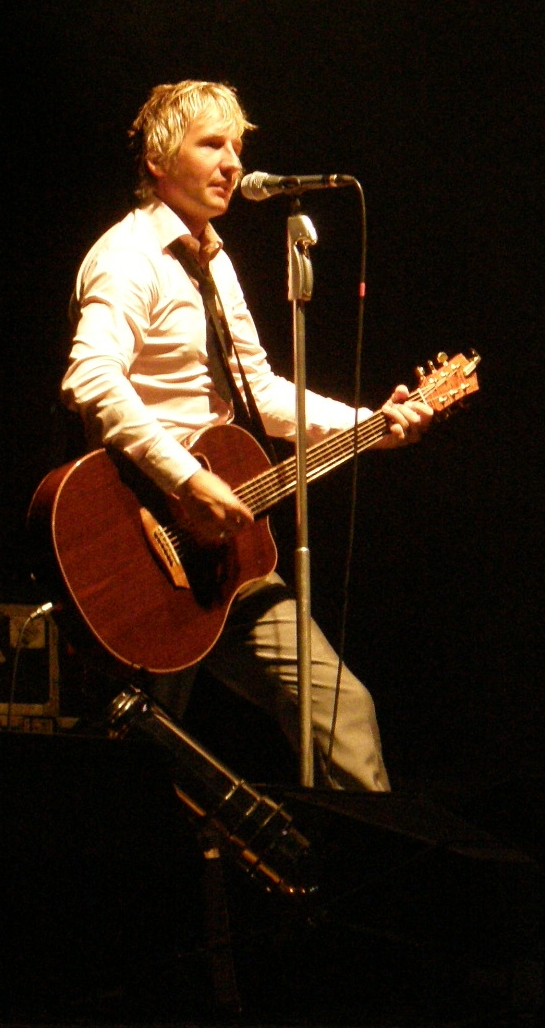
Frontman kapely Martin Smith

Delirious? byla anglická křesťanská rocková kapela.
Jejich píseň I Could Sing of Your Love Forever (autorizovaný překlad: "Navždy o lásce tvé chci zpívat") je označována jako klasika moderních písní chval a je zároveň nejznámější písní skupiny v USA.
Hrálá ve složení:
- Martin Smith – zpěv, kytara
- Stuart „Stu G“ Garrard – kytara, vedlejší zpěv
- Jon Thatcher – baskytara
- Tim Jupp – hammond a klavír
- Paul Evans - bicí

ex-člen:
- Stew Smith bicí a perkuse

## Historie

### Cutting Edge(1993-1996)
Delirious? začali svou kariéru jako skupina chval a uctívání na evangelizační akci pro mládež zvané Cutting Edge (Ostří), která se konala z podnětu církve Arun Community Church v Littlehamptonu v anglickém Západním Sussexu. Popularita těchto akcí rostla a také skupina účinkovala na dalších Cutting Edge akcích pořádaných na celém jižním pobřeží Anglie až k Southamptonu.
Jejich hudba byla v křesťanských kruzích stále známější a rostla poptávka po nahrávkách. Pod názvem Cutting Edge byla vydána čtyři EP ještě dříve, než se kapela vydala na profesionální dráhu a roku 1996 změnila svůj název na Delirious? Do té doby už prodali více než 70 000 EP, která posílali poštou.
Většina nejznámějších písní skupiny včetně písní I Could Sing of Your Love Forever, The Happy Song a Lord, You Have My Heart byla napsána právě v tomto období. Všechna Cutting Edge alba byla vydána v jedné edici k běžnému prodeji a v Kanadě dosáhla podle Canadian Recording Industry Association a kanadského distributora skupiny CMC Distribution zlatého hodnocení.

### King of Fools(1997-1998)
30. srpna 1995 měli Martin Smith, jeho manželka Anna a Jon Thatcher vážnou dopravní nehodu. Jon a Martinova manželka vyvázli bez zranění, ale Martin strávil několik týdnů v nemocnici. Během svého pobytu v nemocnici se rozhodl stát se profesionálním hudebníkem, a tak vznikli Delirious?. Úspěchu dosáhli v roce 1997 po vydání King of Fools, prvního studiového alba, které vydali pod novým názvem kapely. Album získalo ve Velké Británii stříbrné hodnocení a Delirious? se stali jednou z nejoblíbenějších a nejznámějších křesťanských rockových kapel nejen ve Velké Británii, ale i v USA. Písně jako například Deeper a History Maker získaly nádech hymnů, které dodnes zaznívají na setkáních křesťanské mládeže. Delirious? také do britských žebříčků populární hudby vypustili tři singly - White Ribbon Day, Deeper a Promise. Poslední dva se dokonce umístily v první dvacítce. Deeper zůstává dodnes nejprodávanějším singlem skupiny s více než třiceti tisíci prodaných nosičů.
Skupina podepsala smlouvu na vydávání nosičů ve Velké Británii se společností EMI, ale roku 1997 podepsali smlouvu s Virginem a Sparrow Records na distribuci na sekulárním a křesťanském trhu v USA.
V létě 1997 manželka Stewarta Smithe potratila a tím inspirovala píseň Summer of Love z DeEPer EP, které bylo znovuvydáním singlu Deeper a dosáhlo na 39. pozici v britských hudebních žebříčcích.

### Rozpuštění(2009)
Na přání Martina si udělala kapela Delirious? pauzu a dne 6.7.2008 rozeslala dopis na rozloučenou .
Jon Thatcher a StuG (Stuart Garrard) zakládají kapelu One Sonic Society. Tim Jupp pravidelně pořádá jednodenní festival Big Church Day Out, kde při prvním ročníku vystoupili i Delirious?. Martin Smith se rozhodl věnovat své mnohačlenné rodině, charitě CompassionArt a napsat knihu o Delirious?. Paul Evans hostovat v hudebních tělesech po celém světě a Stew Smith pokračovat v práci grafického designéra.
Přes to v únoru vychází CD/DVD My Soul Sings - Live From Bogota|Coumbia a na konci roku rozlučkové album s názvem History Makers - Greatest Hits.
V březnu byla prodána společnost Fierce! Distribution. Jedou rozlučkové Farewell show turné, které za přítomnosti kamer zakončí listopadový Farewell Concert v Londýně. Záznam z koncertu Delirious? vydávají jako Farewell Show - Live In London na CD, DVD a Blue Ray. Na Velikonoce se kapela za masivní podpory fanoušků úspěšně pokusila dobýt hitparádu The Official UK Top 40 Singles Chart a 4. dubna 2010 obsadila s písní History Maker 4. místo.